# 南极大冒险 (游戏)
《南极大冒险》是一款由科乐美公司制作和出品的游戏。1983年首次在MSX上发行，之后移植至FC游戏机和ColecoVision
玩家控制一只在南极地区的企鹅，在规定的时间前抵到南极科学站即完成此关卡。在前往科学站的途中，需要跳过冰层裂缝以及从冰缝中弹出头的海狮，以免被绊倒影响时间。
因為遊戲設定，遊戲裡面的企鵝被稱為史上速度最快的企鵝。
遊戲背景音樂改編自已故作曲家埃米爾·瓦爾德退費爾創作的溜冰圓舞曲(英語：Skater's Waltz，法語：Les Patineurs，德語：Der Schlittschuhläufer-Walzer op. 183)。